# Boubacar Sanogo
Pour les articles homonymes, voir Sanogo.
Boubacar Sanogo, né le 17 décembre 1982 à Dimbokro, est un ancien footballeur international ivoirien qui évoluait au poste d'attaquant. Il est actuellement entraîneur des moins de 23 ans de la Côte d'Ivoire.

## Biographie
Boubacar Sanogo commence sa carrière en Tunisie, à l'Espérance sportive de Tunis où il reste trois saisons, puis joue pour Al Ain aux Émirats arabes unis. C'est alors qu'il commence à se faire connaître en remportant la Coupe d'Asie et devient ainsi l'un des meilleurs buteurs de la Ligue du championnat des EAU. 
Il signe au FC Kaiserslautern durant l'été 2005. Il y reste une saison, le temps de marquer dix buts en 24 matchs. Cette performance lui permet de se faire remarquer par un certain nombre de grands clubs allemands. Le Hamburger SV remporte la mise au début d'août 2006. Après une saison peu prolifique pour le joueur (31 matches - 4 buts), il signe un contrat au Werder Brême pour quatre ans et pour six millions d'euros le 24 juillet 2007, et y remplace Miroslav Klose, parti au Bayern Munich. En janvier 2009, il est prêté au club TSG Hoffenheim. 
Après une demi-saison, il retourne au Werder Brême avant de rejoindre l'AS Saint-Étienne pour une durée de trois ans et un transfert qui avoisinerait les 3,5 millions d'euros. Il inscrit son 1er but en championnat face à l'AS Monaco lors de la 7e journée de Ligue 1. Au cours de cette saison, il se blesse à la cuisse et sera absent jusqu'au mois de janvier 2010. Il reste blessé plusieurs mois, accumulant les problèmes physiques.
Il passe un essai à l'AJ Auxerre, mais la direction du club bourguignon n'est pas convaincue. Il retourne donc à l'ASSE mais n'entre plus dans les plans de Christophe Galtier et est licencié le 3 mars 2012.
Le 4 juillet 2012, il signe un contrat de deux ans en faveur du FC Energie Cottbus, qui évolue en D2 allemande.